# Облак Ватрослав
О́блак Ватрослав (15 травня 1864, м. Цельє, тепер Словенія — 15 квітня 1896, там само) — словенський славіст.
Закінчив 1890 Віденський університет. З 1893 — доцент слов'янської філології Грацького університету (Австрія).
Автор праць з діалектології, історії словенської та інших південнослов'янських мов:
- «До історії відмінювання імен у словенській мові» (1888),
- „Церковнослов'янський переклад «Апокаліпсиса»“ (1890),
- «Македонські студії» (1896) та ін.

У праці «Півголосні та їхня доля в південнослов'янських мовах» Облак подав оригінальне трактування українських і < о та о < ъ.
Опубліковані рецензії на «Нарис літературної історії малоруського наріччя в XVII ст.» Павла Житецького та «Граматику руского языка для школь середныхъ» Омеляна Огоновського (обидві — 1889).